# 图尔图
图尔图（法語：Tourtour，法語發音：[tuʁtuʁ]）是法国普罗旺斯-阿尔卑斯-蓝色海岸大区瓦尔省的一个市镇，属于德拉吉尼昂区。

## 地理
图尔图（43°35'22"N, 6°18'9"E）面积28.69 平方千米，位于法国普罗旺斯-阿尔卑斯-蓝色海岸大区瓦尔省，该省份为法国东南部沿海省份，北起上普罗旺斯阿尔卑斯省，西北角与沃克吕兹省接壤，西接罗讷河口省，南濒地中海，东临滨海阿尔卑斯省。
与图尔图接壤的市镇（或旧市镇、城区）包括：韦里尼翁、昂皮斯、欧普斯、弗拉约斯克、维勒克罗兹。

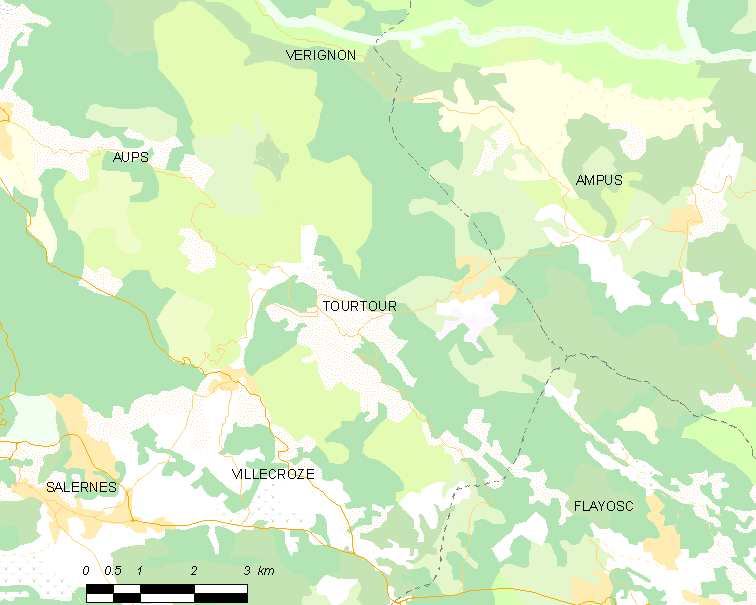
图尔图的OSM定位图

图尔图的时区为UTC+01:00、UTC+02:00（夏令时）。

## 行政
图尔图的邮政编码为83690，INSEE市镇编码为83139。

## 政治
图尔图所属的省级选区为弗拉约斯克县。

## 人口

1962-2008年间图尔图人口变化图示

图尔图于2022年1月1日时的人口数量为583人。